# Іртиське
Ірти́ське (каз. Ертіс) — село у складі Осакаровського району Карагандинської області Казахстану. Адміністративний центр та єдиний населений пункт Іртиського сільського округу.
Населення — 113 осіб (2021; 268 у 2009, 878 у 1999, 1203 у 1989).
Національний склад станом на 1989 рік:
- казахи — 42 %;
- росіяни — 32 %.